# Tholen
Tholen (nizozemska izgovorjava: [ˈtoːlə(n)] () je občina s 25.000 prebivalci na jugozahodu Nizozemske. Občina Tholen je dobila ime po mestu Tholen, ki je največje naseljeno v občini.
Občina leži na dveh polotokih, nekdanjih otokov, večjega na jugu, imenovanega tudi Tholen, manjšega na severu, imenovanega Sint Philipsland. Ločuje ju nekdanja ožina, zdaj zaliv Krabbenkreek. Občina na vzhodu meji na Eendracht, nekoč odcep Šelde, zdaj pa del kanala Šelda-Ren, ki ga prečkajo trije cestni mostovi, na estuarij Oosterschelde na jugu, ožino Keeten - Mastgat na zahodu in Krammerjeva ožina na severu.
Zgodovinsko središče mesta je delno obdano z "grachtom ", delno pa meji na pristanišče za ribiške čolne in jahte.

## Poselitveni centri
Na otoku Sint Philipsland so tri vasi:
- Anna Jacobapolder
- Sluis

Na otoku Tholen je sedem naseljenih središč:
- Poortvliet
- Scherpenisse
- Sint-Annaland
- Sint-Maartensdijk
- Stavenisse
- Tholen

## Slike
- Reformirana kongregacijaTholen
- Nekdanja mestna hiša
- Mlin "de Hoop"
- Velika cerkev
- Venkelstreet
- Pristanišče
- Pogled iz zraka na Krabbenkreek